# 葉っぱのフレディ〜いのちの旅〜
『葉っぱのフレディ〜いのちの旅〜』（はっぱのフレディ いのちのたび）は、聖路加国際病院理事長・日野原重明の企画・原案により、レオ・バスカーリア作のベストセラーとなった同名の絵本を舞台化したミュージカルである。

## 概要
初演は2000年。2006年は改訂版の上演で、美智子皇后（当時）も観劇した。2010年8月、アメリカ合衆国ニューヨーク市のオフ・ブロードウェイで公演。毎年公演していたが、2014年に終了し、代わりに“いのち”のミュージカル 『マリアと緑のプリンセス』が上演された。

## 日程
- 2005年
  - 8月16日 - 島根県・島根県民会館
- 2006年
  - 7月31日、8月1日 - 東京都・新宿文化センター
  - 8月18日 - 埼玉県
  - 8月21日〜23日 - 東京都・中野サンプラザ
  - 8月27日 - 香川県
  - 8月28日、29日 - 大阪府
- 2007年
  - 7月24日〜29日 - 東京都・東京芸術劇場
  - 8月1日〜3日 - 大阪府・ウェルシティ大阪
- 2008年
  - 7月8日、9日 - 北海道・恵庭市民会館
  - 8月15日〜16日 - 大阪府・NHK大阪ホール
  - 8月25日〜28日 - 東京都・ゆうぽうとホール
- 2009年
  - 7月31日〜8月2日 - 東京都・THEATRE1010
  - 8月6日 - 大分県・大分文化会館
  - 8月8日 - 鹿児島県・鹿児島市民文化ホール
  - 8月9日 - 宮崎県・宮崎市民文化ホール
  - 8月12日 - 京都府・京都芸術劇場
  - 8月14日〜15日 - 大阪府・サンケイホールブリーゼ
  - 8月18日 - 東京都・東京厚生年金会館
  - 8月23日 - 牛久市生涯学習センター文化ホール
  - 8月28日 - 埼玉県・ミューズ
- 2010年
  - 7月30日〜8月1日 - 東京都・THEATRE1010
  - 8月13日～15日 - ニューヨーク・Gerald W.Lynch Theater
- 2011年
  - 7月29日〜31日 - 東京都・THEATRE1010
  - 8月6日 - 大阪府・森ノ宮ピロティホール
  - 9月29日 - 新潟県・新潟県民会館大ホール
- 2012年
  - 7月24日〜26日 - 東京都・THEATRE1010
  - 8月23日 - 福島県・いわき芸術文化交流館
  - 10月6日 - 神奈川県・神奈川芸術劇場
- 2013年
  - 8月24日 - 埼玉県・ミューズ
  - 9月7日 - 神奈川県・神奈川芸術劇場
- 2014年
  - 8月1日〜3日 - 東京都・THEATRE1010
  - 8月16日 - 埼玉県・ミューズ
  - 9月6日 - 神奈川県・神奈川芸術劇場

## 2014年公演「春組」キャスト
- ルーク先生：宝田明
- フレディ：畑すみれ
- クレア：北山花音
- メアリー：鈴木桃子
- クリス：丹下愛結
- マーク/メフィスト：工藤広夢
- 風のウェンディ：大胡愛恵
- ダニエル：豊田桃子
- アン：日下恵
- ベン：萩原麻乃
- 小鳥のペティ：片山佳音
- 小鳥のパティ：小野りり子
- 葉っぱ・ほか：髙木悠・舛村彩希

## 2014年公演「夏組」キャスト
- ルーク先生：宝田明
- フレディ：前田優奈
- クレア：岡田かな
- メアリー：山内瑞葵
- クリス：丹下愛結
- マーク/メフィスト：工藤広夢
- 風のウェンディ：大胡愛恵
- ダニエル：中島さくら
- アン：豊岡咲貴
- ベン：深井なみか
- 小鳥のペティ：伊藤歌音
- 小鳥のパティ：加藤羽菜
- 葉っぱ・ほか：髙木悠・舛村彩希

## 2009年公演のスタッフ
- 企画・原案：日野原重明
- 脚本・演出・製作：犬石隆
- プロデューサー：黒岩祐治
- 作曲：金子貢

## 2009年公演「春組」キャスト
- ルーク：宝田明
- フレディ：小田切美織
- クレア：金本南希
- ダニエル：小山侑紀
- アン：鹿目聖名
- ベン：伊宮理恵
- 風のウェンディ：大胡愛恵
- メアリー：加藤梨里香
- クリス／カミキリムシ：武田めぐみ
- マーク／メフィスト：堀江慎也
- 小鳥のペティ：中原櫻乃
- 小鳥のパティ：石井千夏
- カミキリムシのモア／葉っぱ：春日希
- 葉っぱ／カミキリムシ：江見ひかる・田代りさ・安藤玲奈
- 葉っぱ／風：塩川菜摘・宮島小百合
- 葉っぱ／テントウムシ：松田亜美
- 葉っぱたち：飯沼ひかる・川田菜々子・木村奏絵・村野芽唯

## 2009年公演「夏組」キャスト
- ルーク：宝田明
- フレディ：松田亜美
- クレア：田代りさ
- ダニエル：飯沼ひかる
- アン：塩川菜摘
- ベン：江見ひかる
- 風のウェンディ：大胡愛恵
- メアリー：川田菜々子
- クリス／カミキリムシ：武田めぐみ
- マーク／メフィスト：堀江慎也
- 小鳥のペティ：木村奏絵
- 小鳥のパティ：村野芽唯
- カミキリムシのモア／葉っぱ：春日希
- 葉っぱ／カミキリムシ：伊宮りえ・金本南希・安藤玲奈
- 葉っぱ／風：鹿目聖名・宮島小百合
- 葉っぱ／テントウムシ：小田切美織
- 葉っぱたち：小山侑紀・加藤梨里香・中原櫻乃・石井千夏

## 2008年公演「春組」キャスト
- ルーク：宝田明
- フレディ：佐藤瑠花
- クレア：加藤茜
- メアリー：伊藤有沙
- ダニエル：矢野七海
- アン：生駒春奈
- ベン：持田紗希
- 風のウェンディ：大胡愛恵
- ペティ：工藤万実
- パティ：中原櫻乃
- マーク／メフィスト：堀江慎也
- クリス／カミキリムシ：宇田千夏
- カミキリムシのモア／葉っぱ：江見ひかる
- カミキリムシ／葉っぱ：武田めぐみ・栗原沙也加・中原穏乃
- 風／葉っぱ：山本実奈・佐藤まりあ
- てんとう虫／葉っぱ：奈良柚莉愛
- 葉っぱたち：宮下龍之介・小山侑紀・古館里奈・木村紅葉・春原早希

## 2008年公演「夏組」キャスト
- ルーク：宝田明
- フレディ：春原早希
- クレア：栗原沙也加
- メアリー：小山侑紀
- ダニエル：宮下龍之介
- アン：佐藤まりあ
- ベン：山本実奈
- 風のウェンディ：大胡愛恵
- ペティ：古館里奈
- パティ：木村紅葉
- マーク／メフィスト：堀江慎也
- クリス／カミキリムシ：宇田千夏
- カミキリムシのモア／葉っぱ：江見ひかる
- カミキリムシ／葉っぱ：武田めぐみ・加藤茜・中原穏乃
- 風／葉っぱ：持田紗希・生駒春奈
- てんとう虫／葉っぱ：奈良柚莉愛
- 葉っぱたち：伊藤有沙・矢野七海・工藤万実・佐藤瑠花・中原櫻乃

## 2007年公演キャスト
- ルーク：宝田明
- アンジェラ：今陽子
- フレディ（白組）：小山侑紀
- フレディ（赤組）：川内優花
- クレア：鈴木満梨奈
- ダニエル（白組）／カミキリムシ：金本南希
- ダニエル（赤組）／カミキリムシ：蔦木竜堂
- ベン：伊宮理恵
- アン（白組）：妹川華
- アン（赤組）：長田那奈子
- メアリー（白組）／カミキリムシ：加藤茜
- メアリー（赤組）／カミキリムシ：遠藤由麻
- マーク／メフィスト：小野田龍之介
- クリス／カミキリムシ／鳥ダンサー：北川理恵
- 風のウェンディ：平林靖子
- 葉っぱ／カミキリムシのモア／鳥ダンサー：持田紗希
- 葉っぱ／カミキリムシ／鳥ダンサー：鈴木奈津子
- 葉っぱ／風／鳥ダンサー：本多有希
- 葉っぱ／風／鳥ダンサー：大胡愛恵
- 葉っぱ／鳥ダンサー：佐藤すみれ
- ペティ（赤組）／葉っぱ：松本樹
- ペティ（白組）／葉っぱ：上之薗花奈
- パティ（赤組）／葉っぱ：川田菜々子
- パティ（白組）／葉っぱ：古館里奈
- 葉っぱ：田代りさ・宮島小百合・金子海音

## 2006年公演キャスト
- ルーク：宝田明
- アンジェラ：今陽子
- フレディ[3]：矢野七海・内藤もゆの
- クレア：田中みいや・宮原理子
- ダニエル：野田紗貴・中村真己
- ベン：平林靖子
- アン：妹川華・小林由佳
- メアリ：佐藤すみれ・遠藤優美子
- マーク：中河内雅貴
- クリス：梅澤菜奈子
- 風のウェンディ：山越千歌
- メフィスト：内野詩織
- 小鳥と葉っぱたち：福島滉史郎・金子海音・工藤万実・落合梨々香・遠藤由麻・稲葉雅人・神田舞帆・佐藤まりあ・長田那奈子・ 伊宮理恵